# Edward Tyson

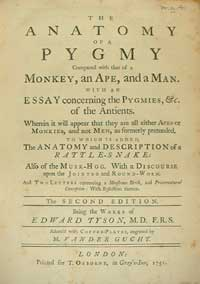
Titel des Buches Orang-outang, sive, Homo sylvestris:...

Edward Tyson (* 1650 in Clevedon, Somerset; † 1. August 1708 in London) war ein britischer Arzt und Zoologe.

## Leben und Wirken
Edward Tyson studierte in Oxford und Cambridge Medizin und wurde Mitglied der Royal Society. Neben seiner ärztlichen Tätigkeit widmete er sich auch medizinischen und zoologischen Forschungen. 1680 veröffentlichte er seine Studien zu einem Schweinswal (Phocaena or The Anatomy of a Porpess), damals die genaueste Beschreibung eines Wales. Weitere Studien umfassten unter anderem Pekaris, Klapperschlangen, Beutelratten und Regenwürmer. Am bekanntesten ist sein 1699 veröffentlichtes Werk „Orang-outang, sive, Homo sylvestris: or, The anatomy of a pygmie compared with that of a monkey, an ape, and a man.“, in dem er erstmals den Körperbau eines Menschenaffen mit dem der Menschen verglich und eine Liste von Gemeinsamkeiten und Unterschieden aufstellte. Sein sogenannter Orang-outang war in Wahrheit ein Schimpanse, dessen Skelett heute noch in einem Londoner Museum besichtigt werden kann. Tysons Werk blieb über ein Jahrhundert maßgebend, und noch Thomas Henry Huxley, der den Menschen im 19. Jahrhundert konsequent in die Evolutionstheorie einband, würdigte seine Arbeit in Evidence as to Man's Place in Nature als Muster an wissenschaftlicher Genauigkeit.
Neben seiner zoologischen Tätigkeit widmete sich Tyson auch humanmedizinischen Forschung und war Leiter eines Spitals in London. Er starb 1708 im Alter von 57 Jahren.